# Courtland (Mississippi)
Courtland è una città (town) degli Stati Uniti d'America, situata nella contea di Panola, nello Stato del Mississippi.